# لانس باريت
لانس باريت (بالإنجليزية: Lance Barrett)‏ هو حكم كرة قاعدة ‏ أمريكي، ولد في 3 أكتوبر 1984 في فورت وورث في الولايات المتحدة.